# جان أولاف اولسن
جان أولاف اولسن (بالنرويجية البوكمول: Jan Olav Olsen)‏ هو سياسي نرويجي، ولد في 29 سبتمبر 1950 في آرندال في النرويج. نشط حزبياً في حزب المحافظين. وقد انتخب عضو برلمان النرويج ‏.